# 2014-15년 OFC 챔피언스리그
2015년 O-리그 또는 2015년 Fiji Airways OFC 챔피언스리그로도 알려져 있는 2014-15년 OFC 챔피언스리그(2014-15 OFC Champions League)는 오세아니아 국가의 최정상 팀이 참가하는 14번째 대회이자 현재의 OFC 챔피언스리그 구성으로는 9회째를 맞는 오세아니아 국가들의 클럽대항전이다. 오클랜드 시티가 결승전에서 팀 웰링턴을 상대로 승부차기에서 4 – 3으로 승리하면서 5회 연속 우승을 달성했다. 우승 팀은 2015년 FIFA 클럽 월드컵에 참가하게 되고, AFC의 두 팀과 다른 지역 연맹의 두 팀, 즉 네 팀의 초청팀과 결승 진출에 성공한 오클랜드 시티와 팀 웰링턴을 포함해 총 여섯 팀이 2015년 11월 9일에서 11월 17일까지 열릴 예정인 2015년 OFC 프레지던트컵에 참가하게 된다.

## 개최 도시 및 경기장
| 사모아 (예선 라운드)       | 피지 (본선 조별 리그 A조) | 피지 (본선 조별 리그 B조 & 토너먼트) |
| -------------------------- | ------------------------- | ------------------------------------ |
| 아피아                     | 바                        | 수바                                 |
| 조셉 S. 블래터 축구 경기장 | 고빈드 파크               | ANZ 내셔널 스타디움                  |
| 수용인원: 3,500명          | 수용인원: 13,500명        | 수용인원: 15,000명                   |

## 참가 팀
총합 15개 팀이 참여한다. OFC 챔피언스리그 2013-14에서 좋은 성적을 거둔 4개의 협회 (피지, 뉴질랜드, 타히티, 바누아투)에게는 출전권을 각각 두 장씩, 그리고 다른 3개의 협회 (누벨칼레도니, 파푸아뉴기니, 솔로몬 제도)에게는 출전권을 각각 한 장씩 배분한다. 이렇게 출전하는 11개 팀은 조별 리그로 바로 직행한다. 그리고 나머지 4개의 협회에서 ((아메리칸사모아, 쿡 제도, 사모아, 통가) 출전하는 팀은 예선 라운드를 거쳐서 조별 리그에 직행하는 한 팀을 선발한다.
| 국가           | 팀                      | 출전 자격                                                                      |
| 조별 리그 직행 | 조별 리그 직행          | 조별 리그 직행                                                                 |
| -------------- | ----------------------- | ------------------------------------------------------------------------------ |
| 피지           | 수바                    | 2014 피지 내셔널 풋볼 리그 우승                                                |
| 피지           | 바                      | 2014 피지 내셔널 풋볼 리그 준우승                                              |
| 뉴질랜드       | 오클랜드 시티           | 2013–14 ASB 프리미어십 그랜드 파이널 우승 2013–14 ASB 프리미어십 정규리그 우승 |
| 뉴질랜드       | 팀 웰링턴               | 2013–14 ASB 프리미어십 정규리그 준우승                                         |
| 타히티         | 피라에                  | 2013-14 타히티 1부 리그 우승                                                   |
| 타히티         | 테파나                  | 2014-15 타히티 1부 리그 정규리그 우승                                          |
| 바누아투       | 타페아                  | 2014 바누아투 내셔널 슈퍼 리그 우승                                            |
| 바누아투       | 아미칼레                | 2014 바누아투 내셔널 슈퍼 리그 준우승                                          |
| 누벨칼레도니   | 가이샤                  | 2013 누벨칼레도니 디비시옹 도뇌르 우승                                         |
| 파푸아뉴기니   | 헤카리 유나이티드       | 2014 파푸아 뉴기니 내셔널 사커 리그 우승                                       |
| 솔로몬 제도    | 웨스턴 유나이티드       | 2014-15 솔로몬 제도 S-리그 우승                                                |
| 예선 라운드    |                         |                                                                                |
| 아메리칸사모아 | SKBC                    | 2013 FFAS 시니어 리그 우승                                                     |
| 쿡 제도        | 푸아이쿠라              | 2013 쿡 제도 라운드 컵 우승                                                    |
| 사모아         | 루프 올레 소아가        | 2012–13 사모아 내셔널 리그 우승                                                |
| 통가           | 로토하아파이 유나이티드 | 2013 통가 메이저 리그 우승                                                     |

## 일정
이 대회의 일정은 아래와 같다. 이번 대회의 준결승과 결승은 홈-원정 2연전 대신에 피지에서의 단판 승부로 결정된다.
| 단계                         | 단계     | 날짜               |
| ---------------------------- | -------- | ------------------ |
| 예선 라운드 (주최국: 사모아) | 1차전    | 2014년 10월 7일    |
| 예선 라운드 (주최국: 사모아) | 2차전    | 2014년 10월 9일    |
| 예선 라운드 (주최국: 사모아) | 3차전    | 2014년 10월 11일   |
| 조별 리그 (주최국: 피지)     | 1차전    | 2015년 4월 11-12일 |
| 조별 리그 (주최국: 피지)     | 2차전    | 2015년 4월 14-15일 |
| 조별 리그 (주최국: 피지)     | 3차전    | 2015년 4월 17-18일 |
| 토너먼트 (주최국: 피지)      | 준결승전 | 2015년 4월 21일    |
| 토너먼트 (주최국: 피지)      | 결승전   | 2015년 4월 26일    |

## 예선 라운드
예선 라운드의 모든 경기는 10월 7일부터 10월 11일까지 사모아에 있는 아피아에서 열렸다. 모든 시간은 현지 시간을 따른다. (UTC+14). 대진과 일정은 2014년 9월 22일 뉴질랜드 오클랜드에 위치한 OFC 본부에서 결정되었다. 4개의 팀은 라운드-로빈 방식으로 경기를 치른다. 조 1위는 조별 리그에 자동 진출한 11개 팀과 함께 조별 리그전을 펼친다.